# Gregory Mankiw
Nicholas Gregory Mankiw (Trenton, 3 de Fevereiro de 1958) é um economista norte-americano. É professor na Universidade de Harvard, onde leciona introdução à Economia. Por vezes, é classificado como um expoente do neokeynesianismo em sua obra acadêmica.[carece de fontes?]
Estudou economia na Universidade de Princeton e no MIT. Os seus trabalhos são publicados em periódicos acadêmicos como American Economic Review, Journal of Political Economy e Quartely Journal of Economics, bem como em publicações destinadas ao público mais amplo, como o The New York Times, Boston Globe e The Wall Street Journal. Ele questiona o excesso de reservas no bacen que levou a uma alta dos juros em sua teoria.
Mankiw escreve prolificamente sobre Economia e política econômica. Enquadra-se no espectro conservador da política dos EUA e, inclusive, já atuou como conselheiro econômico para alguns políticos republicanos. Neste âmbito, seu momento de maior proeminência foi como diretor do Conselho de Consultores Econômicos (CEA) à Presidência da República, na gestão de George W. Bush (2003-2005). Em sequência, trabalhou com Mitt Romney em 2006 e também em suas campanhas presidenciais de 2008 e 2012.

## Produção acadêmica
O trabalho mais expressivo de Mankiw é “A Contribution to the Empirics of Economic Growth” (Uma contribuição para o empirismo do crescimento econômico, em tradução livre), escrito junto a David Romer e David Weil e publicado em 1992 no Quarterly Journal of Economics. Sua argumentação é em defesa do modelo de crescimento de Solow, acrescido da variável “capital humano”, como um bom descritivo diferenças de padrão de vida entre nações.
Mankiw é também autor de dois famosos livros universitários de Economia: Introdução à Economia (Brasil: Cengage) e o volume de nível intermediário Macroeconomia (Brasil: LTC).

## Títulos honoríficos
2007: Eleito membro da American Academy of Arts and Sciences.
2012: Nomeado um dos 300 melhores professores nos EUA pela Princeton Review.
2014: Eleito, junto com David Card, vice-presidente da American Economic Association.
2017: Recebe o Visionary Award do Council for Economic Education.

## Vida pessoal
Greg Mankiw vive em Massachussets com a esposa, Deborah, três filhos e um cão.

## Publicações
- Principles of Economics (Introdução à Economia - Princípios de Micro e Macroeconomia), editora Cengage (1997).